# Викалпа
Викалпа (англ. Vikalpa, псевдоним, означающий «альтернатива») — бутанский политический деятель. Занимал пост генерального секретаря Центрального организационного комитета Коммунистической партии Бутана (марксистско-ленинско-маоистской). По некоторым данным, в январе 2008 года Викалпа был исключён из партии по обвинению в «отказе от сотрудничества, коммунализме и оппортунизме».